# Нектарій (Фролов)
Єпископ Нектарій (Сергій Миколайович Фролов; нар. 17 липня 1961, Люботин, Харківська область) — єпископ Російської православної церкви, єпископ Талдикорганський, вікарій Астанайської єпархії.

## Життєпис
1981 року прийнятий на послух до Почаєвської Лаври. Щодня проходив кліросний послух як читець, співав у лаврському братському хорі.
1982 року поступив на заочне відділення Харківського інженерно-економічного інституту, який закінчив у 1988 з дипломом інженер-економіст.
1983 року призначений клириком.
19 квітня 1984 року рукопокладений в сан диякона, 21 квітня — в сан священника і протягом півтора року служив настоятелем приходу у Волинській області.
1985 року поступив до Санкт-Петербурзької духовної семінарії.
1986 року перевівся на екстернат і став клирком Курсько-Бєлгородської єпархії. Після закінчення семінарії поступив на заочне відділення Київської духовної академії, яку закінчив у 1999 року з науковим ступенем кандидата богослов'я. закінчив спецкурс в Курському державному університеті, отримав сертифікат викладача основ православної культури, після чого став викладати цей предмет у загальноосвітній школі.
1994—1998 — благочинний Залізногорського округу Курської єпархії.
2000 року восени повернувся до України, служив клириком храму Архангела Гаврила в місті Дубно Ровенської єпархії.
2006 року захистив докторську дисертацію в Ужгородської Богословської академії.
2008 года — насельник Свято-Успенського чоловічого монастиря села Липки Гощанського району Ровенської єпархії.
7 квітня 2008 року прийняв постриг в мантію з іменем Нектарій на честь святителя Нектарія, митрополита Пентапольського, Егінського чудотворця.
6 листопада 2008 року возведений в сан архімандрита.

### Архієрейство
11 листопада 2008 року обраний єпископом Джанкойським та Роздольненським, 19 листопада 2008 — відбулося наречення, 20 листопада — хіротонія..
9 липня 2009 року звільнений від управління Джанкойською єпархією і призначений єпископом Дубнянським, вікарієм Ровенської єпархії.
19 червня 2014 року звільнений з посади вікарія Ровенської єпархії і направлений в розпорядження московського патріарха.
25 липня 2014 року призначений вікарієм Астраханської єпархії з титулом Талдикорганський.
Постановою Священного синоду Російської православної церкви від 23-24 вересня 2021 року почислений на спокій за станом здоров'я по власним проханням. Місцем перебування визначена Москва.